# St. John Township (Iowa)
Pour les articles homonymes, voir St. John Township.
St. John Township est un township, du comté de Harrison en Iowa, aux États-Unis,.

## Source de la traduction
- (es) Cet article est partiellement ou en totalité issu de l’article de Wikipédia en espagnol intitulé « Municipio de St. John (condado de Harrison, Iowa) » (voir la liste des auteurs).